# 10 Hudson Yards
10 Hudson Yards (nazývaný také jako South Tower nebo Tower C) je administrativní budova, která byla dostavěna v roce 2016 na Manhattanské West Side. Nachází se v blízkosti Hell's Kitchen, Chelsea a nádraží Penn Station. Budova je součástí projektu městské obnovy Hudson Yards.

## Výstavba
Hudson Yards, který byl vytvořen velkým územním plánem společnosti Kohn Pedersen Fox Associates, která počítá s výstavbou 16 mrakodrapů o velikosti 1,180,000 m² a bude počítat s kancelářskými, obytnými a obchodními prostory. 10 Hudson Yards je první budovou v části Hudson Yards.
Stavební práce započaly 4. prosince 2012 s prozatímním termínem dokončení v roce 2016. Během výkopových prací bylo odstraněno 54 000 m³ půdy a bylo nalito 8 400 m³ betonu. Smlouva o výstavbě věže byla udělena v březnu 2013 dceřiné společnosti Tutor Perini. Tento mrakodrap je prvním v komplexu Hudson Yards, který byl postaven.
Mrakodrap 10 Hudson Yards byl otevřen 31. května 2016.

### Nájemníci
První nájemci byli podepsáni v dubnu 2013. Budova je ukotvená převážně společností Coach, Inc, která sídlí na 9. až 24. patře (celkem 68,541 m²). Mezi dalšími nájemce jsou L'Oreal USA, Boston Consulting Group, SAP a Intersection. K dispozici jsou i maloobchodní prostory na úrovni ulic.

## Fotogalerie

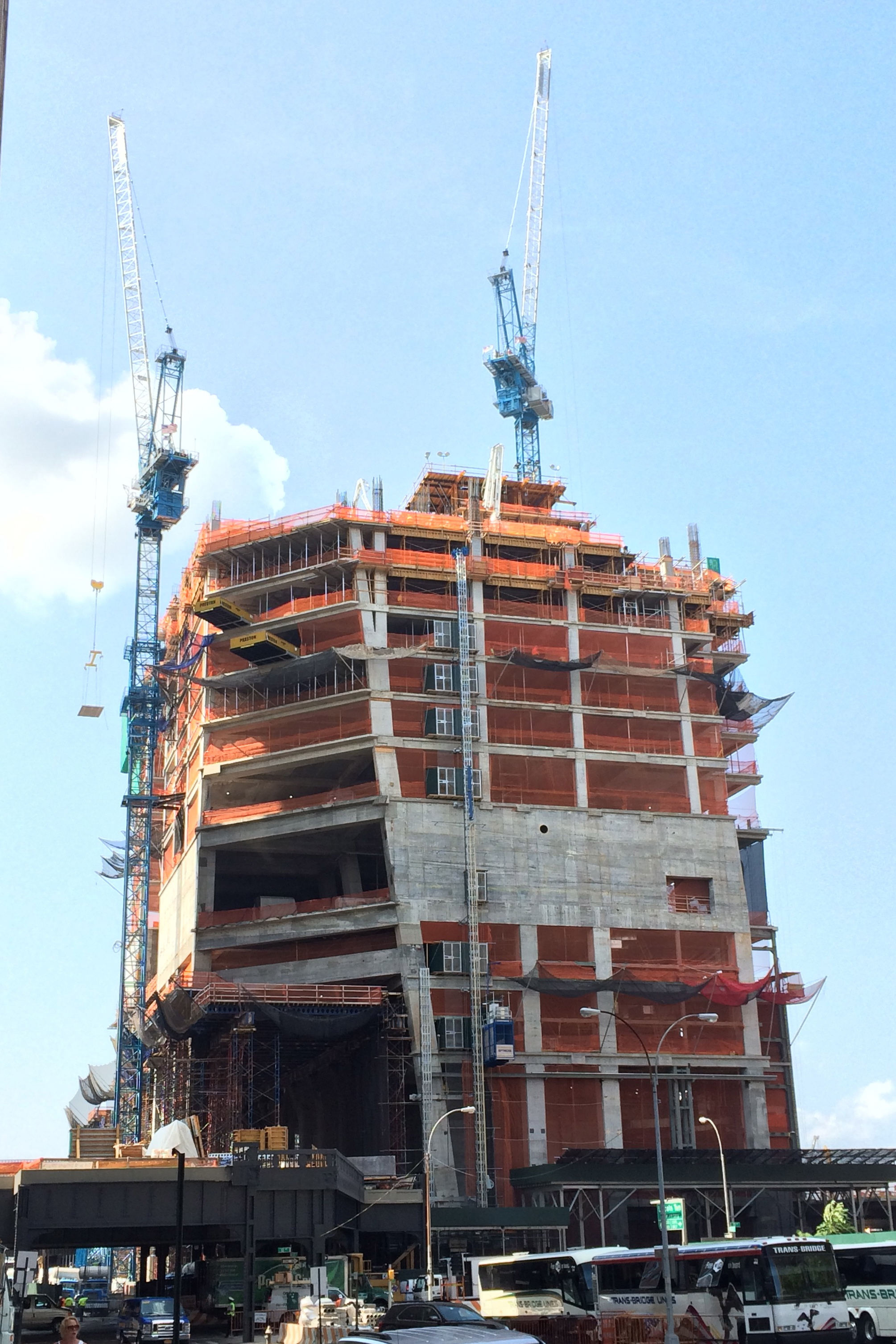
konstrukce září 2014
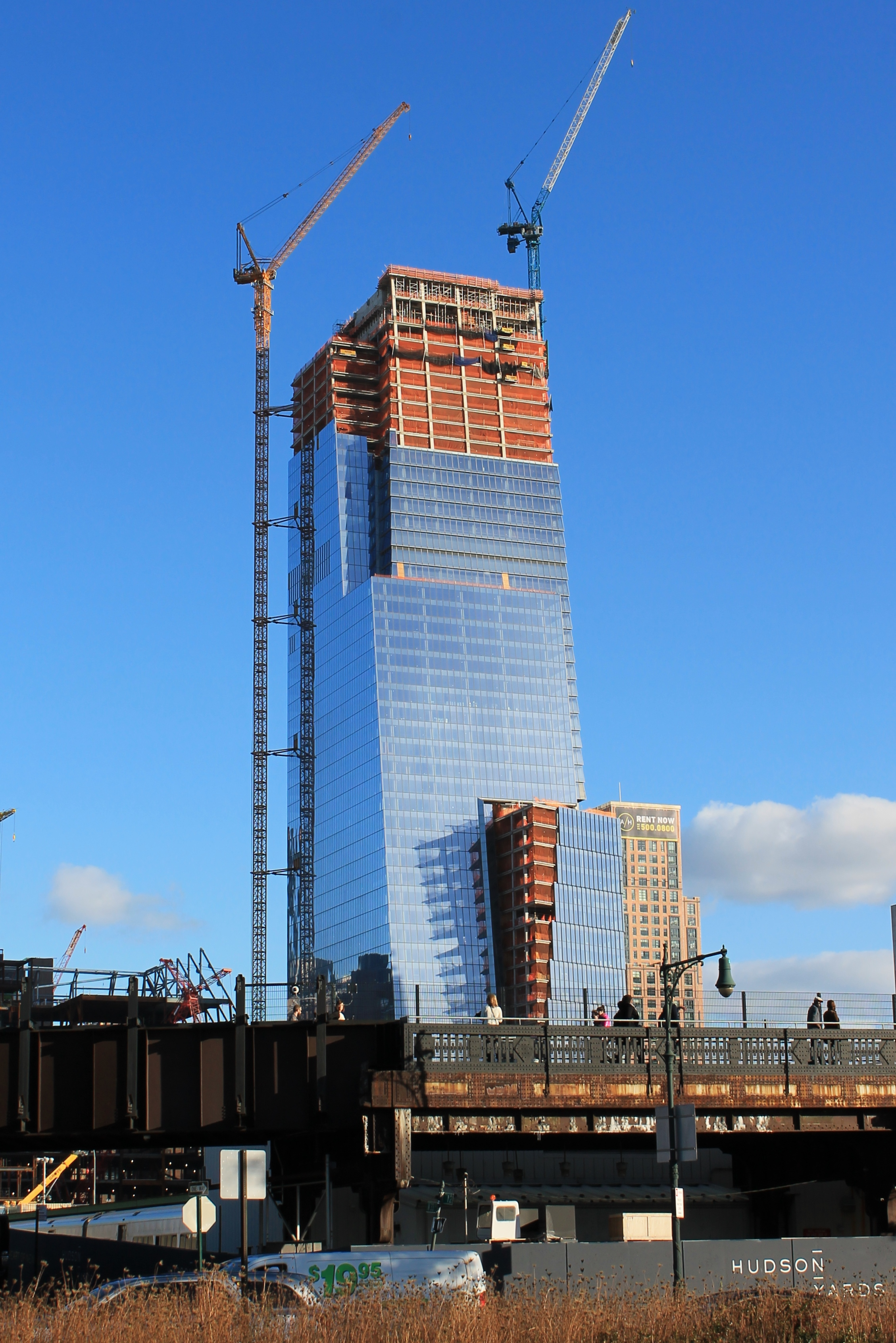
konstrukce říjen 2015
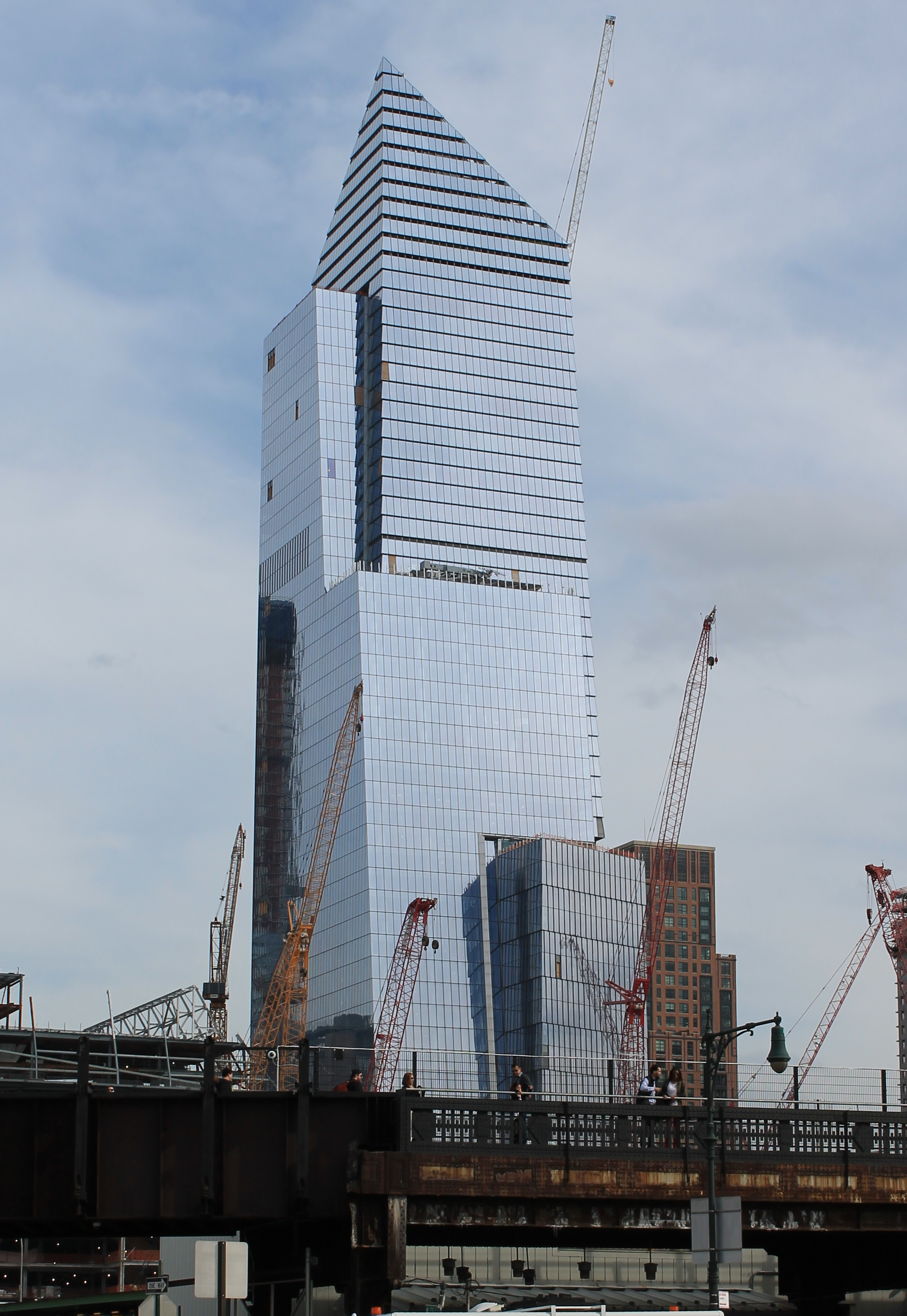
konstrukce březen 2016
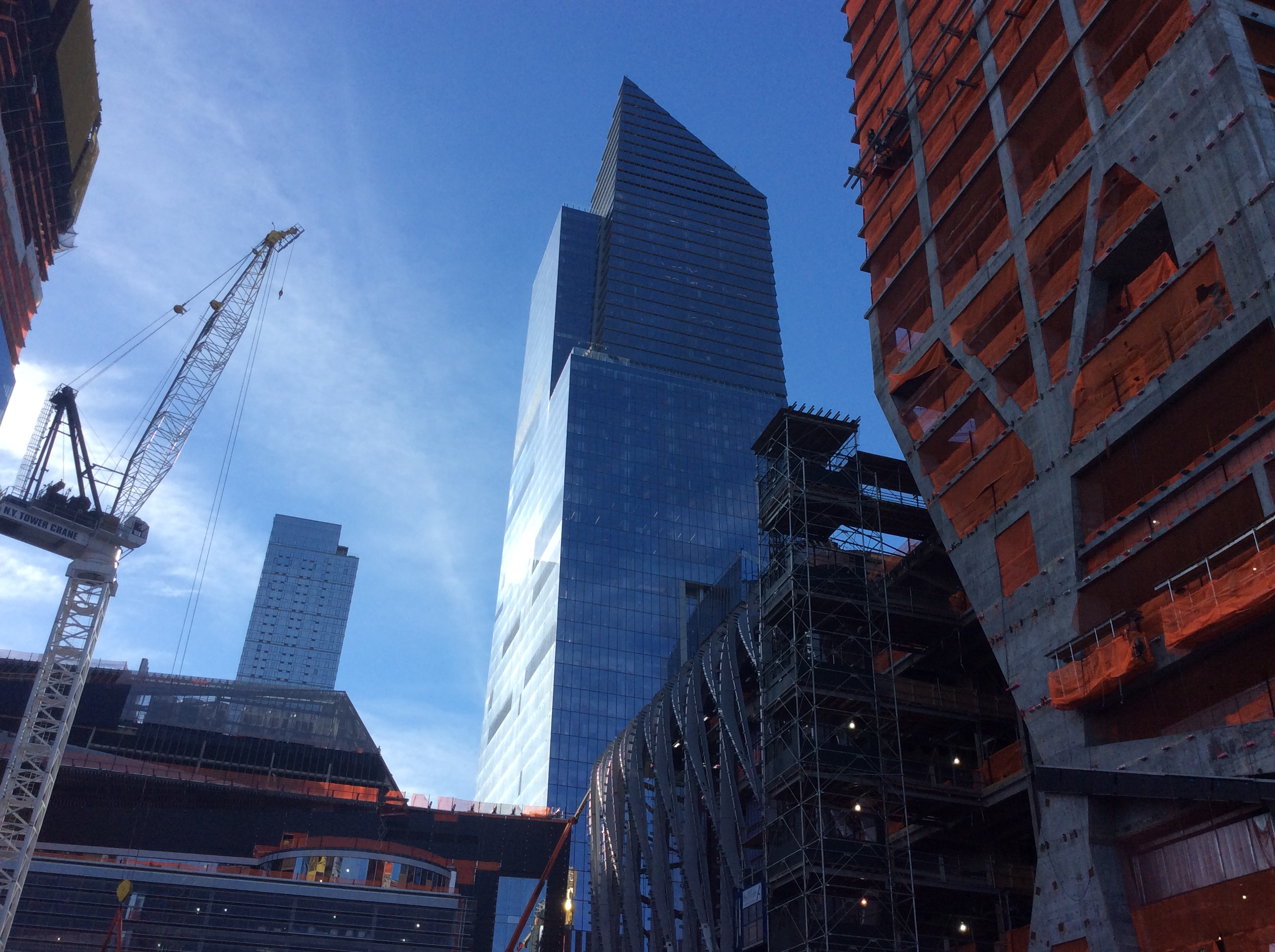
10 Hudson Yards v květnu 2017